# خیست‌دورپ
خیست‌دورپ (به هلندی: Geestdorp) یک منطقهٔ مسکونی در هلند است که در ووردن واقع شده‌است. خیست‌دورپ ۱۸۰ نفر جمعیت دارد.